# Tiebas-Muruarte de Reta
Tiebas-Muruarte de Reta (en euskera: Tebas-Muru Artederreta) es un municipio español de la Comunidad Foral de Navarra, situado en la Merindad de Sangüesa, en la Cuenca de Pamplona y a 14 kilómetros de la capital de la comunidad, Pamplona. Su población en 2024 fue de 660 habitantes (INE) y tiene una extensión es de 1.113 hectáreas, de la que una octava parte es zona de monte.
El municipio está compuesto por dos concejos, el de Tiebas, villa, donde tiene su sede el ayuntamiento y que incluye parte de la localidad de Campanas, y el de Muruarte de Reta.

## Toponimia
El nombre del municipio surge tras la fusión de los nombres de Tiebas (Tebas) y Muruarte de Reta (Muru Artederreta), al añadirse en 1943 este último, hasta entonces concejo del valle de Elorz, al municipio de Tiebas.
El idioma tradicional de sus habitantes hasta el siglo XIX fue el euskera, concretamente el dialecto altonavarro meridional. Por ello, la gran mayoría de topónimos menores proceden de este idioma.
En 1587, Tiebas y Muruarte figuraban en una lista de pueblos "bascongados". Ángel Irigaray, en su mapa de 1778, los incluía a ambos en la zona euskérica. En el mapa lingüístico de Louis-Lucien Bonaparte (1863) aparece ya en la zona de mínima intensidad del vascuence. En 1986 el porcentaje de euskaldunes era del 2,47%. Este dato ascendía al 7,10% en 2018.
Anteriormente adscrita a la zona no vascófona por la Ley Foral 18/1986, en junio de 2017 el Parlamento navarro aprobó el paso de Tiebas-Muruarte de Reta a la zona mixta mediante la Ley foral 9/2017. A pesar de ello, el único nombre oficial para el municipio y sus concejos sigue siendo el castellano, cuando la Ley Foral del Euskera estipula que serán bilingües los topónimos mayores de la zona mixta.

## Geografía
Integrado en la comarca de Cuenca de Pamplona, la villa de Tiebas se sitúa a 14 kilómetros de Pamplona. El término municipal está atravesado por la autopista de Navarra (AP-15) y por la carretera nacional N-121, además de por las carreteras autonómicas NA-234, que se dirige hacia Urroz-Villa, y NA-601 que se dirige hacia Puente la Reina, y por carreteras locales que conectan con los municipios vecinos de Artajona, Biurrun-Olcoz y Beriáin. 
El relieve del municipio está definido por la sierra de Alaiz, cadena montañosa prepirenaica que ocupa la parte oriental del territorio. Las zonas septentrional y occidental son más llanas, por donde discurre el canal de Navarra. La altitud oscila entre los 1154 metros en el corazón de la sierra de Alaiz (pico Orraun), en el límite con Unzué, y los 480 metros en un barranco al norte (barranco Errekalde). Tiebas se alza a 663 metros sobre el nivel del mar, en la ladera noroccidental de la sierra. 
| Noroeste: Galar              | Norte: Beriáin y Valle de Elorz | Noreste: Valle de Elorz |
| Oeste: Galar y Biurrun-Olcoz |                                 | Este: Unzué             |
| Suroeste: Biurrun-Olcoz      | Sur: Unzué                      | Sureste: Unzué          |

## Historia
En el término de Tiebas se encuentra la cueva de la Lezea o de Alaiz, uno de los yacimientos más antiguos de Navarra. Se descubrió en 1973, encontrándose herramientas de sílex, cerámicas y los restos de un hogar. Las piezas de sílex pertenecen al Magdaleniense (Paleolítico Superior) que transcurre entre el 15000 y el 8000 B P.
En el monte cercano al pueblo de Muruarte de Reta se localiza un castro de la Edad del Hierro del que hasta el momento solo se conoce un amplio foso que lo rodeaba. Bajo el actual pueblo de Tiebas también hubo un poblado de esta misma época. En el entorno del castillo de Tiebas se han encontrado fragmentos de cerámica realizada a mano, de la I Edad del Hierro; así como cerámica torneada celtibérica de la II Edad del Hierro.
Durante la época romana ambos castros probablemente fueron vici romanos[cita requerida]. La calzada romana conocida como vía del Ravenate que conectaba Caesaraugusta (Zaragoza) con Pompaelo (Pamplona), pasando por Cara (Santacara) seguramente pasó cerca de Murarte de Reta y Tiebas, seguramente bajo la actual N-121.
El nombre de este pueblo y su desarrollo en un momento de la Edad Media va unido a la figura del monarca Teobaldo II (1253-1270) que eligió esta villa como una de sus reales residencias.
En 1263 se lleva a cabo una permuta entre los responsables de la Colegiata de Roncesvalles y el rey, tras la que éste recibe las propiedades que dicha Colegiata tenía en Tiebas a cambio de sus propiedades en el cercano municipio de Badostáin, acrecentando el patrimonio real de la villa si bien todo parece indicar que Tiebas no perdió su carácter rural y permaneció con un tamaño de población no muy grande.
En 1264, el rey Teobaldo II concedió a los pobladores de Tiebas los mismos "fueros" que disfrutaban los francos de la rúa de San Martín de la ciudad navarra de Estella. Y dos meses más tarde el privilegio perpetuo de ser "realengos" y "libres de toda labor", salvo trabajar en los castillos.
Unos años más tarde en 1283 el gobernador de reino, Clemente de Launay, teniendo en cuenta los privilegios que ya disfrutaban les otorgó un mercado todos los lunes "a fuero y costumbre" del mercado de Estella.
Gozaba igualmente Tiebas del privilegio de tener "preboste", privilegio que correspondía a muy pocos pueblos en toda Navarra. Estos prebostes eran procedían de Estella, de Puente la Reina y del "Burgo de la Navarrería" de Pamplona, y se encargaban del orden público, actuando como represor de la delincuencia, guardián y conductor de los detenidos y ajusticiador de los condenados.
Durante el reinado de Carlos II, en 1356, tenía el alcaidío Juan de Monreal; por este tiempo se le pagaba un suplemento de 50 sueldos, para luminería de la capilla. En 1364, el rey confió la guarda del castillo a Salamón de Polbroc o Ponbrot, que tenía como guarda a Lope de Muru, y a partir de 1371 llevó a cabo importantes obras de reparación y acondicionamiento. En el año 1371 figura como preboste, Ximeno, que recibía la "pecha" de la villa. En la incursión castellana de 1378, el castillo fue “desbaratado e perdido”, e incendiado por los enemigos. En los primeros años del siglo XV no se había reedificado todavía. Las cuentas de 1405 dicen escuetamente: “fue quemado et perdido al tiempo de la guerra”.
A veces los castillos pasan por venta o donación real a manos de distintos linajes aristocráticos. Así, una vez reconstruido el castillo de Tiebas, Juan II lo donó junto con todas las pechas de la villa a Juan de Beaumont, siendo escasas las noticias sobre el uso que hizo del mismo, pero sí se tiene constancia que en 1451 el Príncipe de Viana cenó y pernoctó algunas veces en el lugar; ya en 1494, en los años en que todavía estaba en poder de Luis de Beaumont, segundo conde de Lerín, el castillo volvió a ser sitiado y atacado por parte de los agramonteses partidarios de Juan de Albret.

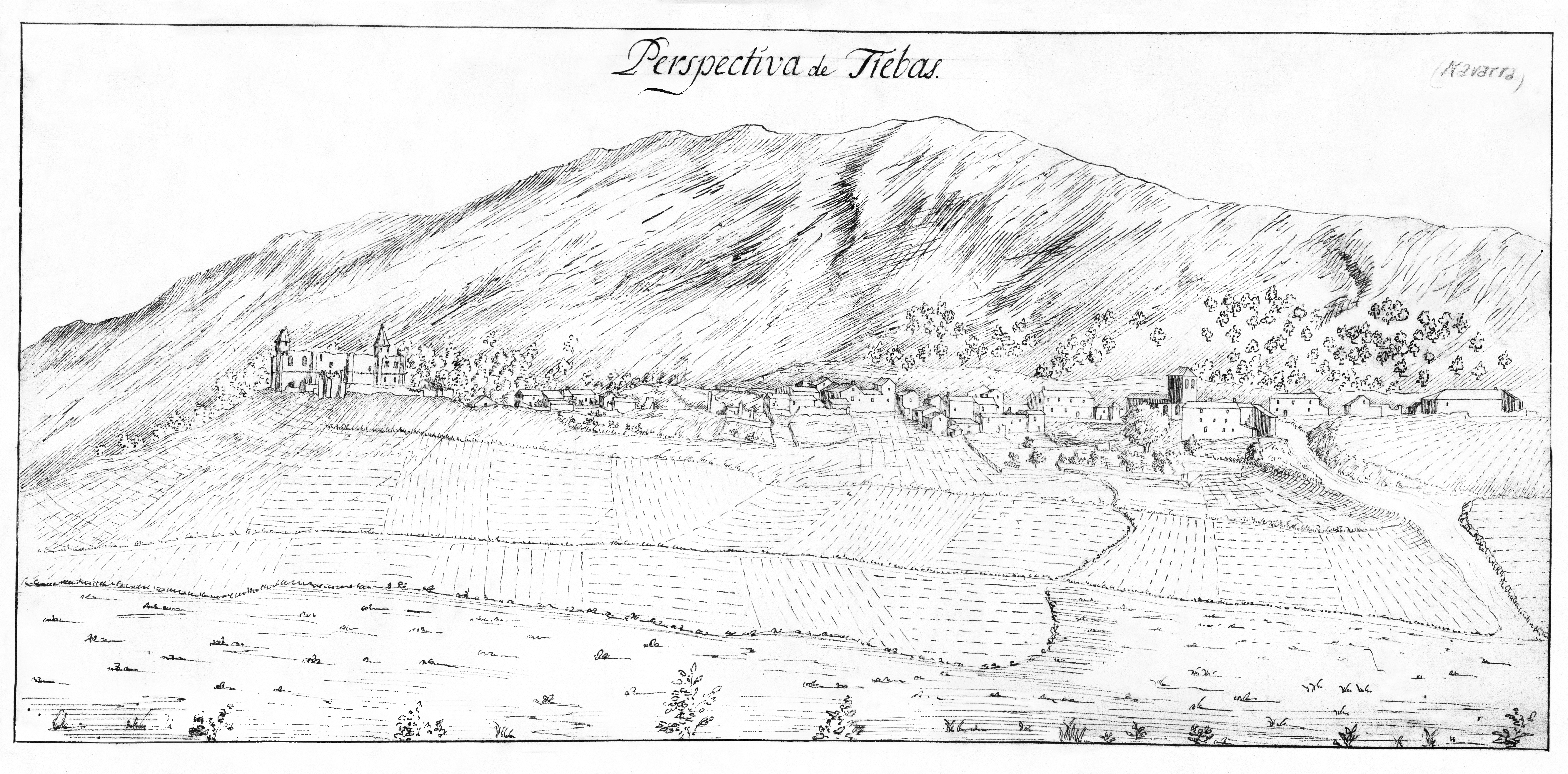
Tiebas a comienzos del, entre 1800 y 1810

Tras la incorporación del reino a la corona de Castilla, al igual que otras muchas fortificaciones, debió sufrir nuevos destrozos y años más tarde (1521), en un intento de recuperar el trono navarro por parte de Enrique II, sucesor de Juan de Albret, las tropas francesas a las órdenes de Asparron se acantonaron junto a Tiebas sufriendo una nueva derrota por parte de los castellanos.
Aun en el siglo pasado el pueblo o castillo fueron testigos de nuevas escaramuzas militares, ya que de 1809 a 1812 los franceses establecieron una guarnición o puesto de vigilancia en Tiebas con el fin de controlar el camino a su paso por la zona, librándose allí diversas guerrillas y golpes de mano entre los franceses y los guerrilleros de Espoz y Mina en diversas ocasiones. Concretamente se tienen noticias de estas escaramuzas entre 1810 y 1813.
Perteneció administrativamente al valle de Elorz hasta las reformas municipales de 1835-1845; aunque mucho antes de esta fecha ya consta que era villa separada dentro del valle y que por eso la gobernaban el alcalde y los regidores que la propia villa elegía entre sus vecinos. Tras las citadas reformas, quedó Tiebas como ayuntamiento enteramente independiente. 
En 1849 lo componían un conjunto de 36 casas que formaban dos calles, “espaciosas, pero mal empedradas”, con “una plaza para juego de pelota”; tenía a la sazón escuela, dotada con dos mil reales al año; el párroco era de provisión de los vecinos (no se habla ya del beneficiado que también servía la iglesia al terminar el siglo XVIII); contaba la villa con un soto de fresnos, dos dehesas y canteras de cal; pasaba por su término “la calzada que desde Monreal conduce a Puente la Reina, en buen estado”, y el correo llegaba de Pamplona. En la segunda mitad del XIX se establecieron en su término las bodegas de la Sociedad Mercantil Vinícola, que fue uno de los gérmenes del desarrollo de Campanas -las hasta entonces ventas de Campanas- como pueblo de hecho autónomo; aunque también influyó sin duda la carretera y el ferrocarril.
La vía ferroviaria se construyó entre mayo de 1856 (presidiendo el general Espartero la inauguración de los trabajos del vía Pamplona-Zaragoza) y el 15 de septiembre de 1860, cuando se inauguró oficialmente la línea férrea entre Pamplona y Murillo de las Limas.
En cumplimiento de la ley de desamortización de Madoz del 1 de mayo de 1855 se vendió en esta localidad, en 1862, la casa n.º 6 de la calle de la Plaza.
Durante la tercera guerra carlista, tanto Tiebas como Muruarte de Reta estuvieron ocupadas por las fuerzas liberales en los combates de San Juan (23/09/1874) y de Biurrun (27/09/1874).
El ferrocarril adquirió un notable protagonismo en las hostilidades. Los carlistas llevaron a cabo diversos golpes de mano, resultando destruidos varios puentes y quemadas casi todas las estaciones. En 1874 y 1875, el tren circulaba únicamente entre Tafalla y Castejón, cuyas estaciones estaban defendidas por fuertes y parapetos levantados por los ingenieros militares.
Durante la Guerra Civil, 40 vecinos de Tiebas y 29 de Muruarte de Reta lucharon en el Frente Nacional, muriendo 5 de ellos.[cita requerida]
En enero de 1943 el Concejo de Muruarte de Reta, anteriormente perteneciente al Valle de Elorz, y el Ayuntamiento de Tiebas forman el Ayuntamiento de Tiebas-Muruarte de Reta.
En enero de 1976 se inauguró el tramo de la autopista AP-15 Noáin-Tafalla.
La Estación Potabilizadora de Agua de Tiebas entró en servicio el 28 de junio de 2012, funcionado durante los meses entre junio y octubre cuando la demanda de agua de la comarca supera el caudal de Eugui y Arteta. Durante estos meses, aporta aproximadamente el 25% de la producción de agua y cuenta con una capacidad de tratamiento de 1000 litros cada segundo.

## Demografía
Tiebas-Muruarte de Reta cuenta con una población de 660 habitantes (INE 2024).
| Gráfica de evolución demográfica de Tiebas Muruarte de Reta entre 1842 y 2021 |
| |
| Población de derecho según los censos de población del INE Población de hecho según los censos de población del INEEn estos censos se denominaba Tiebas: 1842, 1857, 1860, 1877, 1887, 1897, 1900, 1910, 1920, 1930 y 1940 |

### Comunicaciones
| Eskualdeko Hiri Garraioa/Transporte Urbano Comarcal |   |
| Taxi Iruñerria                                      |   |
| Zona                                                | B |
| Estaciones                                          |   |

## Administración y política
| Partido político | 2019  | 2019       | 2015  | 2015       | 2011  | 2011       | 2007  | 2007       | 2003  | 2003       | 1999  | 1999       |
| Partido político | Votos | Concejales | Votos | Concejales | Votos | Concejales | Votos | Concejales | Votos | Concejales | Votos | Concejales |
| AITCM            | 273   | 6          | 274   | 6          | 153   | 3          | —     | —          | —     | —          | —     | —          |
| PSN-PSOE         | 60    | 1          | 58    | 1          | —     | —          | —     | —          | —     | —          | —     | —          |
| AICT             | —     | —          | —     | —          | 132   | 3          | —     | —          | —     | —          | 195   | 7          |
| AISA             | —     | —          | —     | —          | 76    | 1          | 157   | 3          | 146   | 3          | —     | —          |
| ACT              | —     | —          | —     | —          | 38    | 0          | —     | —          | —     | —          | —     | —          |
| AEIT             | —     | —          | —     | —          | —     | —          | 189   | 4          | 213   | 4          | —     | —          |

| Legislatura | Alcalde/sa                  | Presidente/a del Concejo de Tiebas  | Presidente/a del Concejo de Muruarte de Reta |
| ----------- | --------------------------- | ----------------------------------- | -------------------------------------------- |
| 1983-1987   | -                           | -                                   | -                                            |
| 1987-1991   | Adolfo Uriz Amatriain       | -                                   | -                                            |
| 1991-1995   | Jesús Oroz Alzorriz         | -                                   | Olga Artozqui Morrás                         |
| 1995-1999   | -                           | Roldán Jimeno Aranguren             | Olga Artozqui Morrás                         |
| 1999-2003   | Mª José Laguna Sarría       | Diego Prim Monreal                  | Fernando Marquina Obanos                     |
| 2003-2007   | Diego Prim Monreal          | Pedro Delgado Jiménez               | -                                            |
| 2007-2011   | Mª Ángeles Inchusta Ibiricu | Francisco Javier Rodríguez Martínez | Jesús Mª Uriz Amatriain                      |
| 2011-2015   | Yolanda Obanos Irure        | Francisco Javier Rodríguez Martínez | Yolanda Obanos Irure                         |
| 2015-2019   | Yolanda Obanos Irure        | Juan Jesús García Tirapu            | Yolanda Obanos Irure                         |
| 2019-2023   | Yolanda Obanos Irure        | Leire Martínez Carneiro             | M.ª Jesús Otazu Ayestarán                    |
| 2023-2027   |                             | -                                   |                                              |

## Patrimonio

### Monumentos civiles

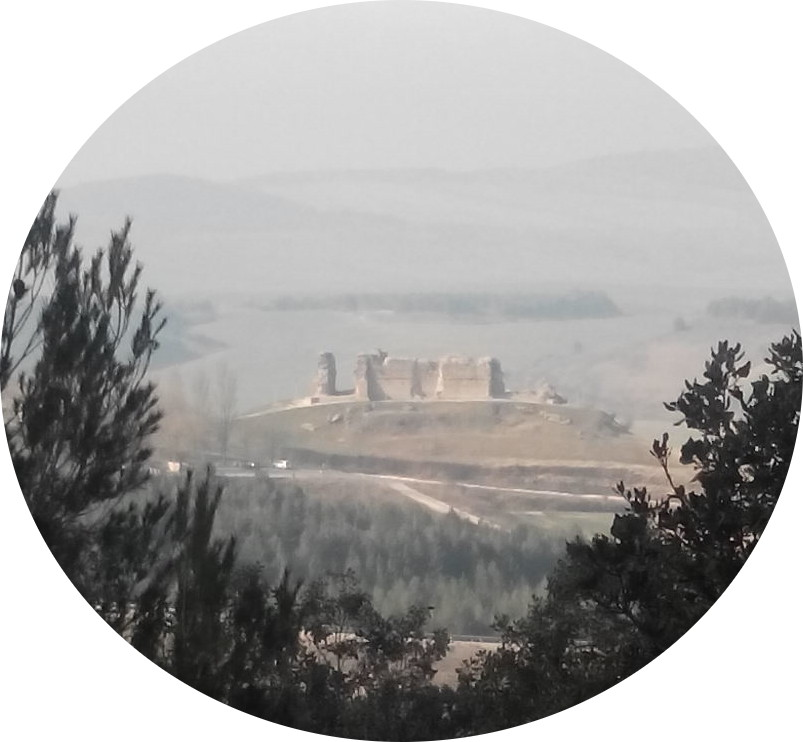
Vista desde la sierra de Alaiz

#### Castillo de Tiebas
El castillo-palacio de Tiebas es una construcción gótica del siglo XIII, seguramente por iniciativa de Teobaldo II de Champaña, rey de Navarra entre 1253 y 1270.
El edificio sirvió de residencia de reyes navarros como el propio Teobaldo II, Enrique I y Carlos II y además de funciones residenciales el palacio sirvió de archivo real, sede de la tesorería e incluso de prisión de la corona y lugar de ejecución.
El castillo de Tiebas fue destruido en 1378 en el transcurso de una de las guerras con Castilla y estuvo abandonado hasta mediados del siglo XV en el que fue donado a la familia Beaumont y reconstruido por Juan de Beaumont, permaneciendo en manos de esta familia y sus sucesores, la casa de Alba, hasta el siglo XIX.
El inmueble diseñado claramente con funciones residenciales, se levantó de acuerdo a los gustos y modas propios del norte de la Francia de mediados del siglo XIII. Se trataba de un edificio de planta rectangular con 2 pisos organizados en torno a un patio central.
Estuvo decorado con suelos de baldosas de colores (rojo, crema y verde) y techumbre de teja barnizadas en verde, amarillo y marrón. Sus grandes salas poseían chimeneas y grandes ventanales con decoración de tracería gótica.
Abandonado desde la primera mitad del siglo XVII fue dañado de manera irreversible durante la guerra de la Independencia (1808-1812). Se han encontrado restos de un horno para fundir plomo en la esquina oriental de la sala norte.            

### Monumentos religiosos

#### Iglesia de Santa Eufemia
El templo es del siglo XIV y el proyecto de construcción de la iglesia de Tiebas comenzaría con Teobaldo II pero cuando muere y tras el breve reinado de su hermano Enrique II de Champaña se paralizaría su ejecución. Finaliza su construcción en el periodo "capeto" con Felipe el hermoso y Juana I, en estilo gótico rural.
Este proyecto no se efectuó al estilo de los monarcas de la Casa real de Champaña quedándose una iglesia más modesta en consonancia con la Navarra del posterior periodo "capeto". Las armas del rey Teobaldo II, artífice de su construcción adornan una clave del presbiterio. Tanto en el exterior como el interior del templo se han aprovechado elementos ornamentales del ahora derruido castillo.
La iglesia se dedica a Santa Eufemia que fue una mártir católica oriental de Calcedonia (Turquía) con tradicional culto en Francia, resultando por ello muy propia para ser patrona de esta sede real de Tiebas; está representada en una talla de 1612 y se realiza su devoción en procesión cada 16 de septiembre.

#### Ermita de Santo Cristo

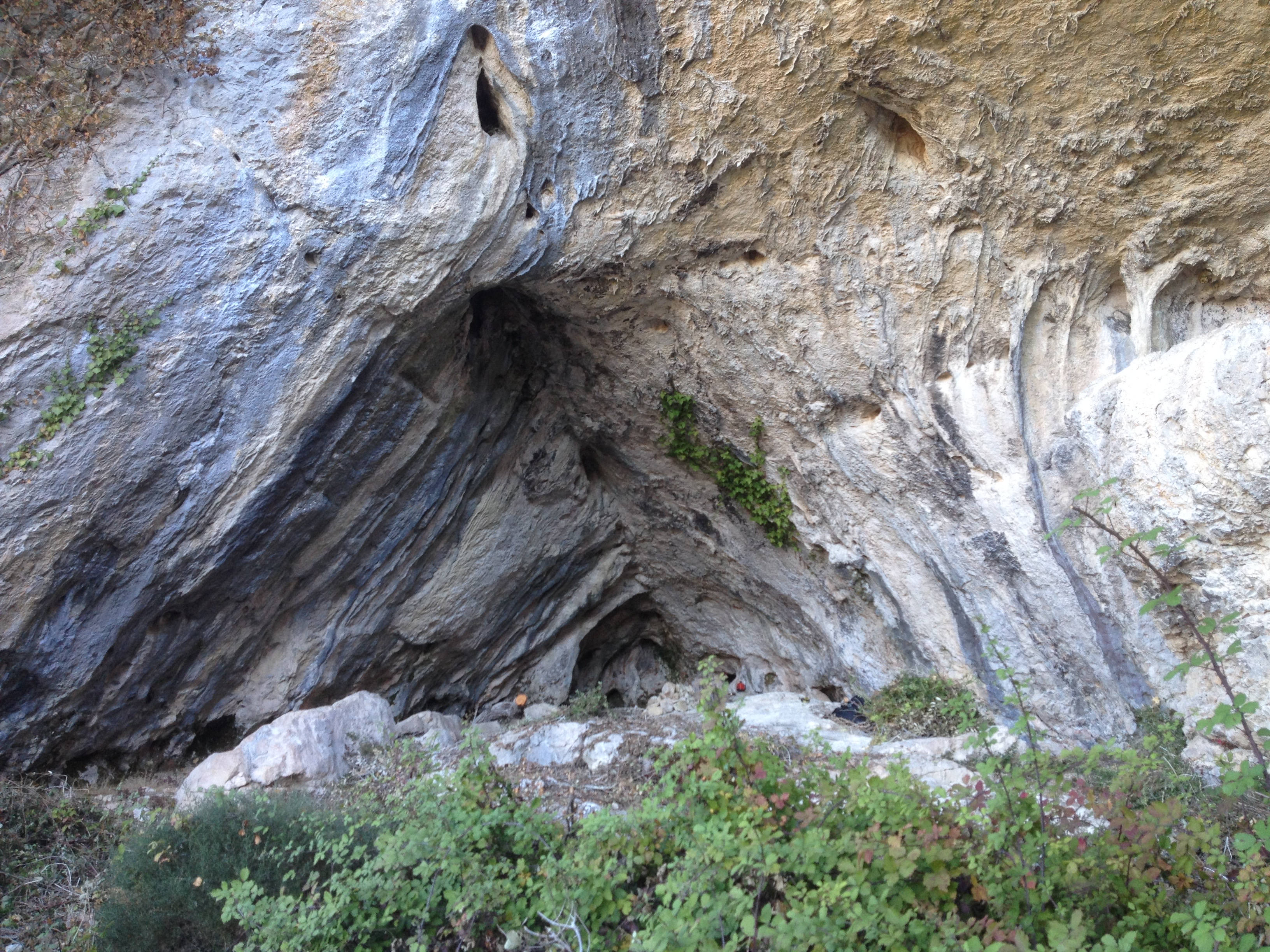
Cueva de la Lezea: Cavidad orientada al suroeste.

### Lugares de interés

#### Cueva de la Lezea o Alaiz
La cueva se localiza en la sierra de Alaiz al lado izquierdo del barranco cercano a la cantera Alaiz S.A. Consta de dos salas, una con su boca abierta al suroeste y otra con su boca abierta al noroeste. Esta última las más grande de ambas, es donde se encontraron en los años 70 útiles líticos del Magdaleniense.

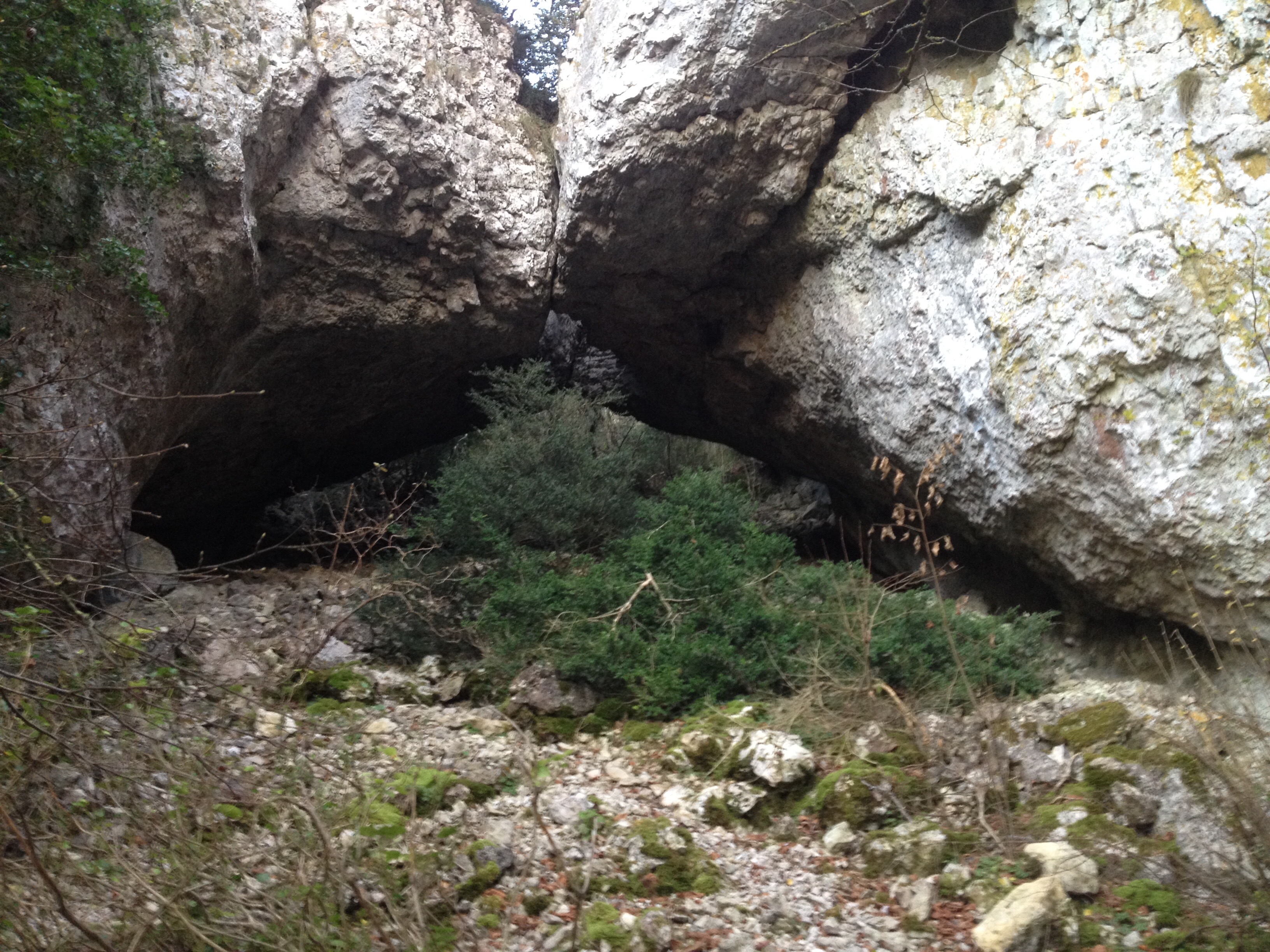
Puente Diablozulo sobre el barranco del mismo nombre.

#### Foz de Peñartea o El Carrascal
Haciendo muga con el municipio de Unzué se encuentra la Foz de Peñartea. Desde lo alto de la foz parten los caminos que recorren la sierra por sus cimas, llegando hasta Monreal. En ella anidan buitres y otras aves rapaces. Aunque también es posible la escalada en muchas de sus paredes.

#### Puente Diablozulo
Se trata de un puente natural sobre el barranco a la izquierda de la cantera de Alaiz S.A., también llamado barranco Diablozulo. Se puede llegar bajando desde lo alto de la sierra, Alto de las tres Mugas (1154,66 m)  o desde el mismo pueblo.

#### Murugain (castro de la Edad del Hierro)
El castro de la Edad del Hierro estaba perfectamente situado muy cerca del paso de Carrascal que siempre ha sido la vía natural de entrada a la Cuenca de Pamplona desde el sur y ha sido lugar estratégico desde la antigüedad hasta momentos mucho más recientes como en la Guerra de la Independencia donde fue testigo de muchos de los enfrentamientos entre las tropas de Espoz y Mina y los franceses.

#### Despoblado de Gorriz Lucea
Antiguo lugar próximo a Tiebas situado sobre el espinazo que parte de la sierra de Alaiz entre Tiebas y Guerendiáin. El rey Teobaldo I lo dio por permuta (1204) a Toda Ruiz, hija de Rodrigo Abarca, pero luego lo adquirió Teobaldo II (1264) por cambio con Corbarán de Lehet y su esposa Toda Ibáñez. Los Hospitalarios de San Juan de Jerusalén poseyeron bienes en su término desde el siglo XIII. Debió de despoblarse en la primera mitad del XIV debido al auge del pueblo de Tiebas. Hasta los años 50 quedaban los restos de una ermita dedicada a San Martín de Tours. Actualmente la zona se conoce como "las bordas".